# جابه‌جایی کالا

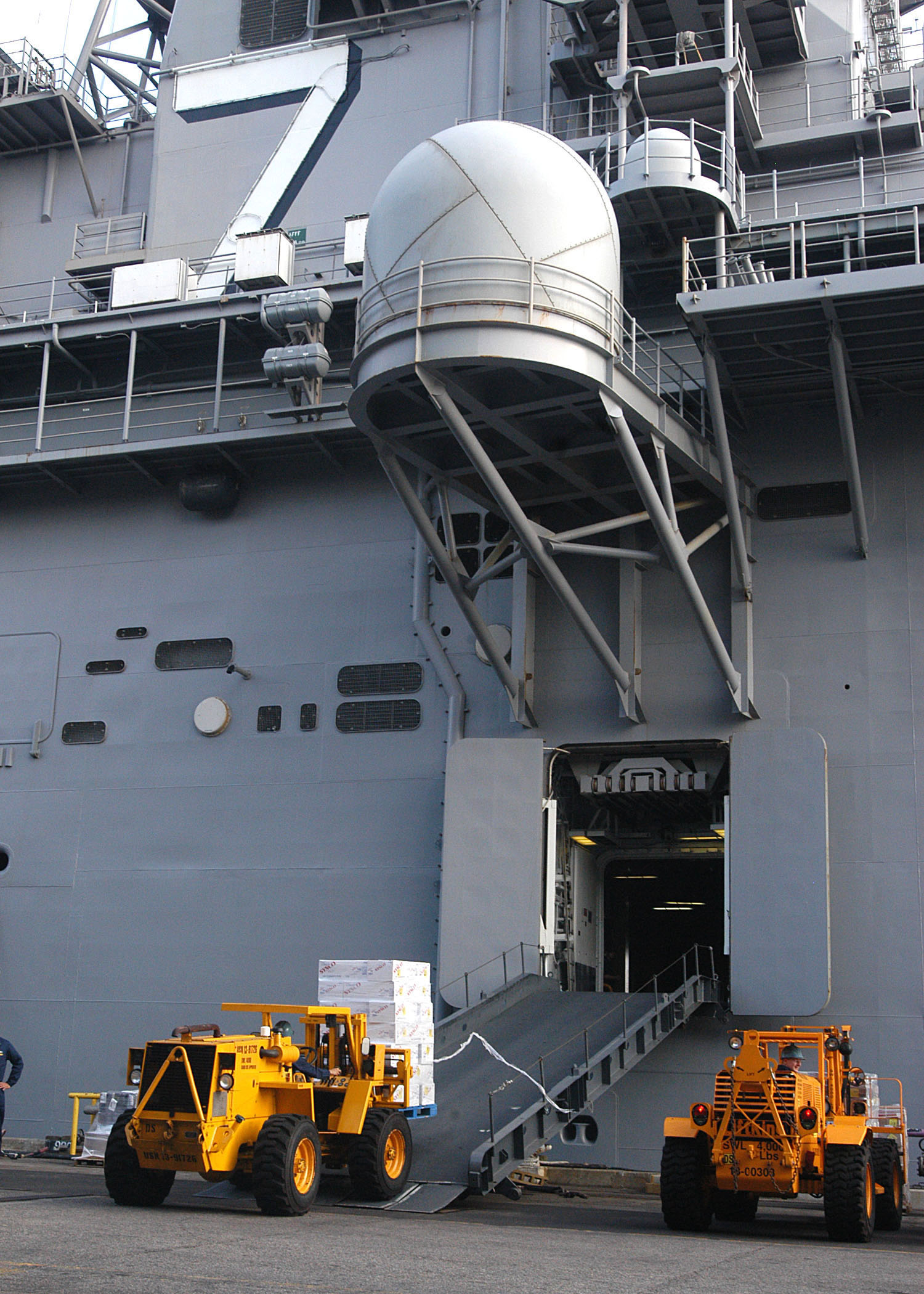
بالابر کامیون‌هایی که یک کشتی نیروی دریایی را تأمین می‌کنند

جابجایی کالا شامل حرکت در فاصله کوتاه در محدوده یک ساختمان یا بین یک ساختمان و یک وسیله نقلیه است. از طیف گسترده‌ای از تجهیزات دستی، نیمه خودکار و خودکار استفاده می‌شود و شامل در نظر گرفتن محافظت، نگهداری و کنترل مواد در طول ساخت، انبارداری، توزیع، مصرف و دفع آنها می‌باشد. جابجایی کالا می‌تواند به عنوان بخشی مجزا از تولید به وسیلهٔ جابه‌جایی، نگهداری و کنترل پسماند در ایجاد سودمندی زمانی و مکانی مورد استفاده قرار بگیرد که با تغییر شکل، فرم و آرایش مواد، مطلوبیت فرم را ایجاد می‌کند.

## نقش
جابه‌جایی کالا نقش مهمی در تولید و تدارکات دارد. تقریباً هر کالای بازرگانی فیزیکی بر روی یک نوار نقاله یا کامیون بالابر یا نوع دیگری از تجهیزات جابه‌جایی کالا در کارخانه‌های تولیدی، انبارها و فروشگاه‌های خرده‌فروشی حمل شده‌است. در حالی که جابه‌جایی کالا معمولاً به عنوان بخشی از شغل هر کارگر تولیدی مورد نیاز است، بیش از ۶۵۰۰۰۰ نفر در ایالات متحده به عنوان «اپراتور ماشین‌های جابه‌جایی اجناس» اختصاصی کار می‌کنند و میانگین دستمزد سالانه ۳۱۵۳۰ دلار (در می ۲۰۱۲) دارند. این اپراتورها از تجهیزات جابه‌جایی کالا برای حمل‌ونقل کالاهای مختلف در انواع زمینه‌های صنعتی از جمله جابه‌جایی مصالح ساختمانی در اطراف اماکن ساختمانی یا جابجایی اجناس در کشتی‌ها استفاده می‌کنند.

## طراحی سیستم‌های جابجایی اجناس

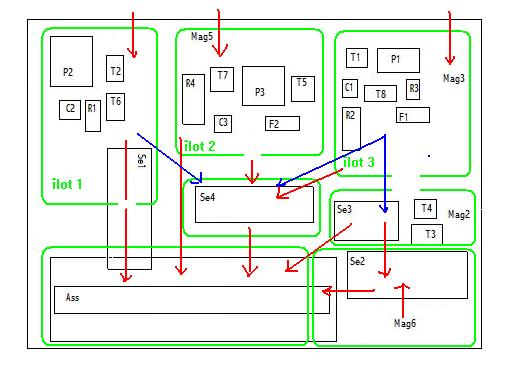
نمودار جریان اجناس بین فعالیت‌ها در یک طرح

جابجایی کالا جزء جدانشدنی طراحی اکثر سیستم‌های تولیدی است، زیرا جریان بهینه اجناس بین عملکردهای یک سیستم تولید به شدت به ترتیب (یا چیدمان) فعالیت‌ها بستگی دارد. اگر دو عملکرد در کنار یکدیگر باشند، ممکن است کالا به راحتی از یک عملکرد به عملکردی دیگر منتقل شوند. اگر عملکردها به ترتیب باشند، نوار نقاله می‌تواند مواد را با هزینه کم جابه‌جاکند. اگر عملکردها از هم جدا شوند، کامیون‌های صنعتی گران‌تر یا نوارنقاله‌های سربار برای انتقال مورد نیاز است. هزینه بالای استفاده از کامیون صنعتی برای حمل و نقل کالا به دلیل هزینه‌های بالای نیروی اپراتور و تأثیر منفی آن بر عملکرد یک سیستم تولید (به عنوان مثال، افزایش کار در فرایند) زمانی که چند واحد از کالا در یک واحد ترکیب می‌شوند تا تعداد سفرهای مورد نیاز برای انتقال کاهش‌یابد.

### مفهوم بار واحد

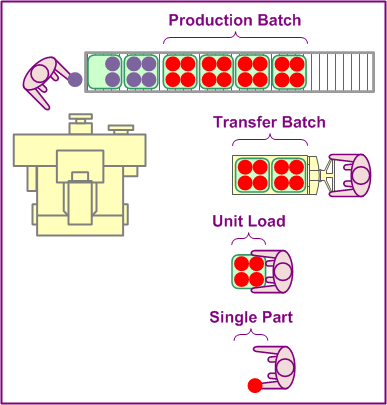
دسته تولیدی را می‌توان به یک دسته انتقال کوچکتر شامل چندین بار واحد تقسیم کرد که هر کدام می‌تواند شامل چندین قسمت باشد.

بار واحد یا یک واحد از یک آیتم است یا چندین واحد به گونه‌ای مرتب‌شده یا محدود شده‌اند که بتوان آنها را به عنوان یک واحد مدیریت کرده که یکپارچگی خود را حفظ‌کنند. اگرچه مواد دانه‌ای، مایع و گاز را می‌توان به صورت فله‌ای حمل کرد، اما می‌توان آنها را با استفاده از کیسه‌ها، درام‌ها و سیلندرها در بارهای واحد قرارداد. مزایای بارهای واحد این است که موارد بیشتری را می‌توان هم‌زمان جابه‌جا کرد (در نتیجه تعداد سفرهای مورد نیاز را کاهش می‌دهد و به‌طور بالقوه هزینه‌های جابه‌جایی، زمان بارگیری و تخلیه و آسیب محصول را کاهش می‌دهد) و استفاده از تجهیزات استاندارد حمل مواد را امکان‌پذیر می‌کند. . معایب بارهای واحد شامل تأثیر منفی دسته‌بندی بر عملکرد سیستم تولید و هزینه برگرداندن ظروف یا پالت‌های خالی به نقطه مبدأ است.

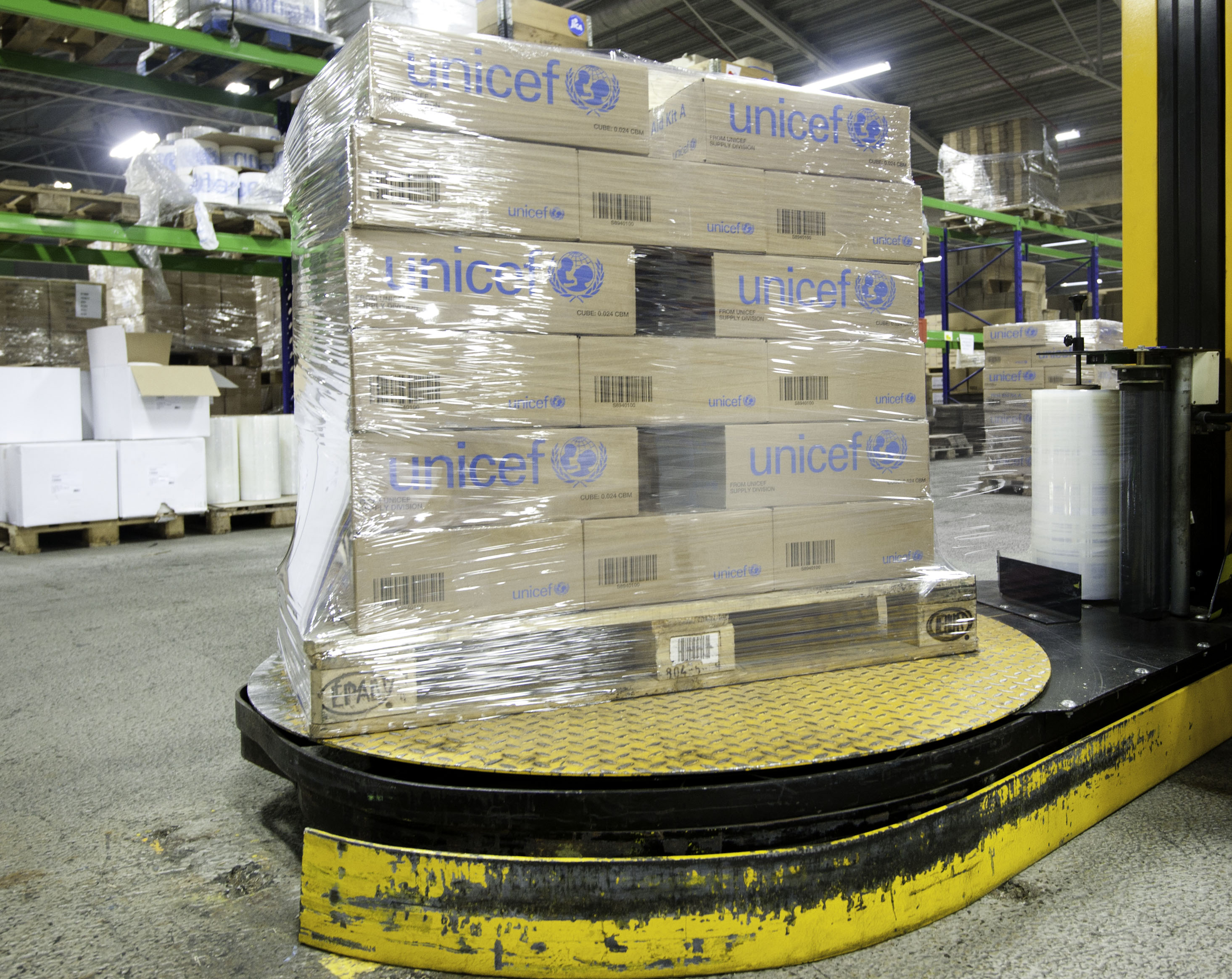
دستگاه بسته‌بندی کششی که برای تشکیل بار واحد استفاده می‌شود

### رسیدگی در حین فرایند
بارهای واحد را می‌توان هم برای جابجایی در فرایند و هم برای توزیع (دریافت، نگهداری و جابه‌جایی) استفاده کرد. طراحی بار واحد شامل تعیین نوع، اندازه، وزن و شکل بار، تجهیزات و روش مورد استفاده برای جابه‌جایی بار و روش‌های تشکیل (یا ساختن) و درهم‌شکستن بار برای جابه‌جایی در حین فرایند می‌باشد. بارهای واحد نباید بیشتر از اندازه دسته تولید قطعات در فرایند باشد. دسته‌های تولیدی بزرگ (که برای افزایش بهره‌برداری از فعالیت‌های تنگنه استفاده می‌شوند) را می‌توان به دسته‌های انتقال کوچک‌تر با هدف جابه‌جایی تقسیم کرد، که در آن هر دسته انتقال شامل یک یا چندین بار واحد است، و بارهای واحد کوچک را می‌توان در یک دسته انتقالی بزرگتر ترکیب کرده تا امکان حمل‌ونقل کارآمدتری را فراهم کند.

### توزیع

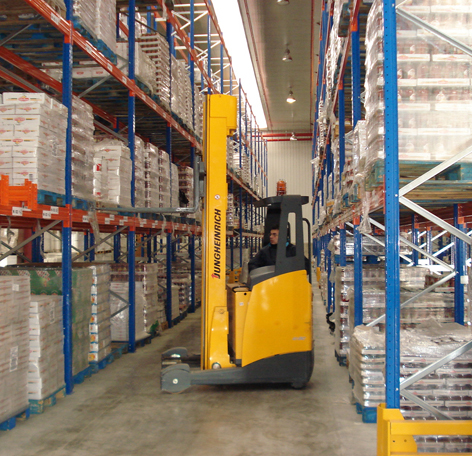
بالابر راهرو باریک که برای توزیع استفاده می‌شود

انتخاب اندازه بار واحد برای توزیع می‌تواند مشکل باشد زیرا ظروف یا پالت‌ها معمولاً فقط در اندازه‌ها و شکل‌های استاندارد موجودهستند. تریلرهای کامیون، واگن‌های ریلی، و جایگاه‌های بار هواپیما از نظر عرض، طول و ارتفاع و در نتیجه ابعاد کلی محدود هستند. و تعداد اندازه‌های ممکن ظروف یا پالت برای یک بار ممکن است به دلیل چیدمان انبار موجود و پیکربندی‌های قفسه ذخیره‌سازی و اندازه بسته‌بندی یا کارتن مشتری و محدودیت‌های قفسه در خرده‌فروشی محدود باشند. همچنین، امکان دارد اندازه عملی بار واحد به دلیل تجهیزات و فضای راهرو موجود و نیاز به جابجایی ایمن کالا محدود شود.

## سلامت و امنیت
جابه‌جایی دستی کالا در درصد فراوانی از بیش از نیم میلیون مورد اختلالات اسکلتی عضلانی گزارش شده سالانه در ایالات متحده وجود دارد. اختلالات اسکلتی عضلانی اغلب شامل کشیدگی و رگ‌به‌رگ شدن در قسمت تحتانی کمر، شانه‌ها و اندام‌های فوقانی است. آنها می‌توانند منجر به درد طولانی، ناتوانی، درمان پزشکی و استرس مالی برای کسانی شود که به این علت آسیب دیده‌اند، و کارفرمایان اغلب درحال پرداخت بیمه جبران خسارت کارگران بوده در حالی که همزمان باید با کامل نبودن ظرفیت توانی کارگران خود کنار بیایند.
شواهد علمی نشان‌دهنده این است که مداخلات ارگونومیک مؤثر می‌تواند نیازهای فیزیکی وظایف کاری MMH را کاهش‌دهد، در نتیجه بروز و شدت آسیب‌های اسکلتی عضلانی را که می‌توانند ایجاد کنند را کاهش می‌دهند. پتانسیل آن‌ها برای کاهش هزینه‌های مربوط به آسیب‌ها به تنهایی، مداخلات ارگونومیک را به ابزاری مفید برای بهبود بهره‌وری، کیفیت محصول، و رقابت کلی کسب‌وکار تبدیل می‌کند. اما اغلب اوقات زمانی که مدیران و کارگران نگاهی تازه به بهترین روش استفاده از انرژی، تجهیزات و تلاش برای انجام کار به کارآمدترین، مؤثرترین و بی دردسرترین روش ممکن می‌اندازند، بهره‌وری کاری اضافی و هزینه‌بردار به نظر می‌آید. برنامه‌ریزی که برای این اصول اعمال می‌شود، می‌تواند به پیشرفت‌های بزرگی برای همه افراد مرتبط منجر شود.

## انواع

### کار دستی

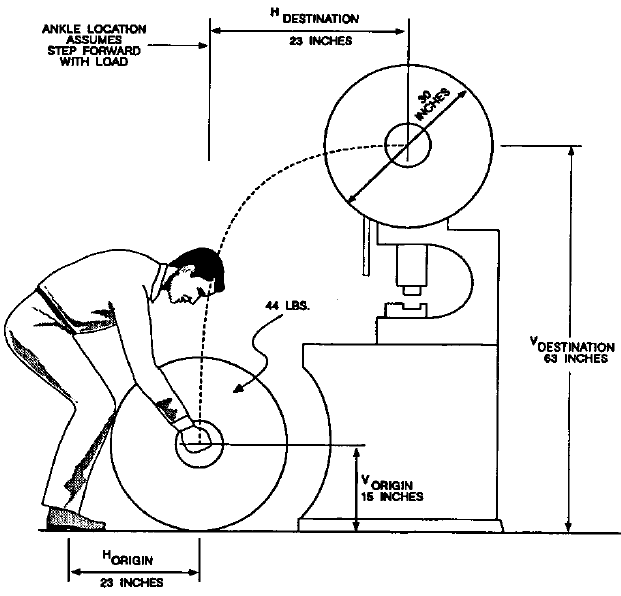
معادله بالابر NIOSH برای بارگذاری کار استوک پرس پانچ اعمال می‌شود

جابجایی دستی به استفاده از دستان کارگر برای جابجایی ظروف جداگانه از طریق بلند کردن، پایین آوردن، پر کردن، خالی کردن یا حمل آنها اشاره دارد. می‌تواند کارگران را در معرض خطرات فیزیکی قرار دهد که می‌تواند منجر به صدمات شود: درصد زیادی از بیش از نیم میلیون مورد اختلالات اسکلتی عضلانی که هر ساله در ایالات متحده گزارش می‌شود، از جابجایی دستی ناشی می‌شود و اغلب شامل کشیدگی و رگ به رگ شدن در ناحیه کمر، شانه‌های فرد می‌شود. و اندام فوقانی
بهبودهای ارگونومیک را می‌توان برای اصلاح وظایف دستی برای کاهش آسیب استفاده کرد. این پیشرفت‌ها می‌تواند شامل پیکربندی مجدد کار و استفاده از تجهیزات موقعیت‌یابی مانند میزهای بالابر/شیب/چرخش، بالابرها، بالانس‌ها و دستکاری‌کننده‌ها برای کاهش دستیابی و خم شدن باشد. NIOSH (مؤسسه ملی ایمنی و بهداشت شغلی) در سال ۱۹۹۱ معادله اصلاح شده بلند کردن می‌تواند برای ارزیابی وظایف بلند کردن دستی استفاده شود. در شرایط ایده‌آل، حداکثر وزن توصیه شده برای بلند کردن دستی برای جلوگیری از آسیب دیدگی کمر ۵۱ است پوند (۲۳٫۱۳ کیلوگرم). با استفاده از شرایط دقیق بالابر (ارتفاع، مسافت بلند شده، وزن، موقعیت وزن نسبت به بدن، بالابرهای نامتقارن و اجسامی که به سختی قابل درک هستند)، از شش ضرب‌کننده برای کاهش حداکثر وزن توصیه شده برای کارهای بلند کردن کمتر از ایده‌آل استفاده می‌شود. .

### کنترل خودکار

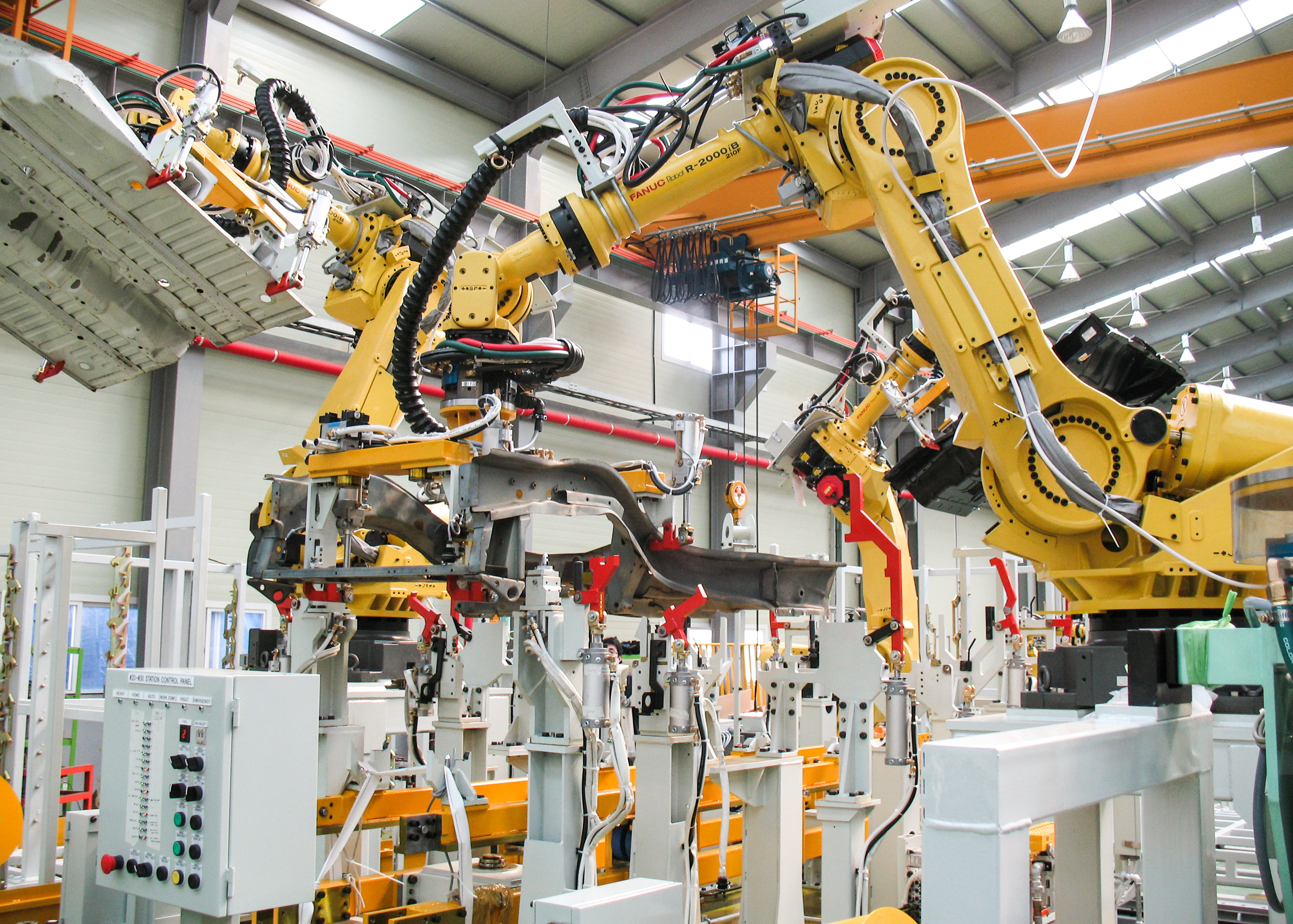
ربات صنعتی

هر زمان که از نظر فنی و اقتصادی امکان‌پذیر باشد، می‌توان از تجهیزات برای کاهش و گاهی اوقات جایگزینی نیاز به جابجایی دستی مواد استفاده کرد. اکثر تجهیزات جابجایی مواد موجود فقط نیمه خودکار هستند زیرا برای کارهایی مانند بارگیری/تخلیه و رانندگی که برای خودکارسازی کامل دشوار و/یا بسیار پرهزینه هستند به اپراتور انسانی نیاز است. با این حال، پیشرفت‌های مداوم در سنجش، هوش ماشینی و روباتیک امکان خودکارسازی کامل تعداد فزاینده‌ای از وظایف را فراهم کرده‌است. یک راهنمای تقریبی برای تعیین اینکه چقدر می‌توان برای تجهیزات خودکاری که جایگزین یک کنترل‌کننده مواد می‌شود هزینه کرد این است که در نظر داشته باشیم که با مزایا، متوسط اپراتور ماشین متحرک برای یک شرکت ۴۵۴۳۲ دلار در سال هزینه دارد. با فرض نرخ بهره واقعی 1.7% و عمر مفید ۵ سال بدون هزینه پذیرش/انطباق، بدون هزینه یادگیری، بدون هزینه آموزش، و بدون هزینه عملیاتی برای تجهیزات بدون ارزش نجات، یک شرکت باید مایل به پرداخت تا
{\displaystyle \$45\,432\left({\frac {1-1.017^{-5}}{0.017}}\right)=\$45\,432(4.75)=\$219\,019}
برای خرید تجهیزات خودکار برای جایگزینی یک کارگر. در بسیاری از موارد، تجهیزات خودکار به اندازه یک اپراتور انسانی منعطف نیستند، هم از نظر ناتوانی در انجام یک کار خاص به همان اندازه یک انسان و هم اینکه نمی‌توانند به راحتی برای انجام کارهای دیگر به راحتی مستقر شوند که نیازها تغییر می‌کند.